# Газ-Салинське сільське поселення
Газ-Сали́нське сільське поселення (рос. Газ-Салинское сельское поселение) — сільське поселення у складі Тазівського району Ямало-Ненецького автономного округу Тюменської області Росії.
Адміністративний центр та єдиний населений пункт — село Газ-Сале.
Населення сільського поселення становить 1735 осіб (2017; 1940 у 2010, 2146 у 2002).